# Педицелляриевые морские звёзды
Педицелляриевые морские звёзды (лат. Forcipulatida) — отряд иглокожих из класса морских звёзд (Asteroidea). Отличаются от остальных звёзд характерными педицелляриями, включающими три подвижно соединённых скелетных элемента — основание и две створки. Педицеллярии обычно находятся на подвижных отростках. Створки педицеллярии либо соединяются у нижних концов по типу пинцета, либо перекрещиваются, как ножницы. В основном у педицилляриевых звёзд длинные и гибкие лучи при маленьком центральном диске. Амбулакральные ножки у многих представителей отряда находятся в амбулакральных бороздах в 4 ряда.

## Систематика
В отряде выделяют от 3 до 6 семейств, но большая часть из них входит в обширное семейство Asteriidae:
- Asteriidae — 39 родов
- Heliasteridae — 2 рода
- Zoroasteridae — 8 родов

World Register of Marine Species приводит другую систематику:
- Asteriidae Gray, 1840
- Heliasteridae Viguier, 1878
- Pedicellasteridae Perrier, 1884<
- Pycnopodiidae Fisher, 1928
- Stichasteridae Perrier, 1885
- Zoroasteridae Sladen, 1889